# Dunaharaszti
Dunaharaszti (Deutsch: Harast) ist eine ungarische Stadt im Kreis Szigetszentmiklós im Komitat Pest.

## Geographische Lage
Dunaharaszti liegt ungefähr 16 Kilometer südlich des Zentrums der Hauptstadt Budapest und 4 Kilometer nordöstlich der Kreisstadt Szigetszentmiklós an einem Altarm der Donau. Die Stadt grenzt im Norden an den XXIII. Budapester Bezirk, Nachbargemeinden sind Alsónémedi und Taksony.

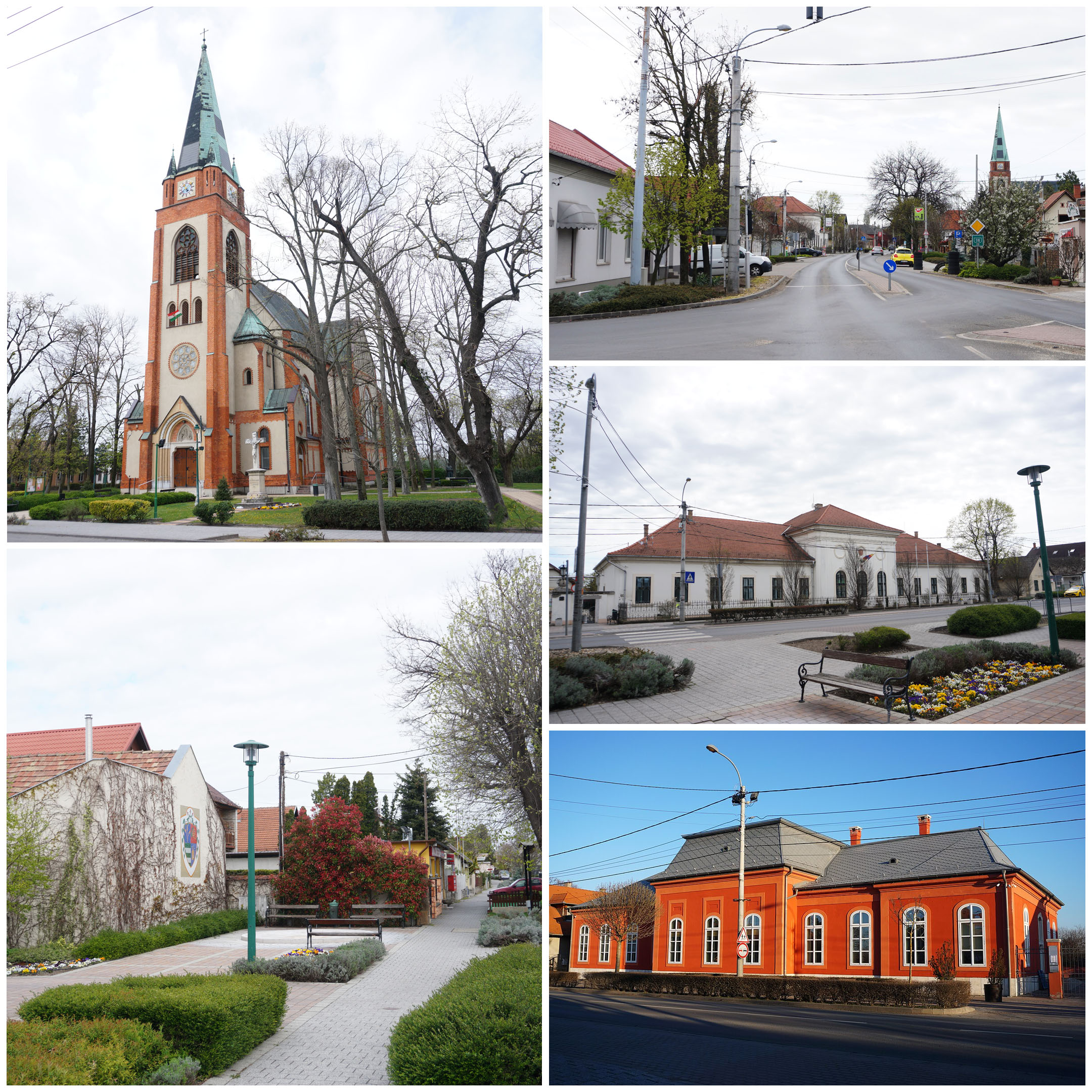
Dunaharaszti

## Geschichte
Dunaharaszti wurde 1229 unter der Bezeichnung Haraszti erstmals urkundlich erwähnt. Im Jahr 1913 gab es in der damaligen Großgemeinde 677 Häuser und 2361 Einwohner auf einer Fläche von 5027 Katastraljochen. Sie gehörte zu dieser Zeit zum Bezirk Kispest im Komitat Pest-Pilis-Solt-Kiskun.
Im Juli 2000 erhielt Dunaharaszti den Status einer Stadt.

## Städtepartnerschaften
- Altdorf bei Nürnberg, Deutschland, seit 1993[4]